# Distretto di Sam Ngam
Il distretto di Sam Ngam (in thailandese: สามง่าม) è un distretto (amphoe) della Thailandia, situato nella provincia di Phichit.